# Michy Batshuayi
Michy Batshuayi-Atunga (* 2. Oktober 1993 in Brüssel) ist ein belgisch-kongolesischer Fußballspieler. Er steht seit Februar 2025 beim Bundesligisten Eintracht Frankfurt unter Vertrag und ist seit 2015 belgischer A-Nationalspieler. Er ist der ältere Bruder von Aaron Leya Iseka.

## Vereinskarriere

### Standard Lüttich
In seiner Jugend spielte Batshuayi für fünf verschiedene Vereine, unter anderem für den FC Brüssel und den RSC Anderlecht. Im Jahr 2008 wechselte er in die Jugend von Standard Lüttich, die er im Jahr 2011 verließ und in die erste Mannschaft aufstieg. Sein Profi-Debüt für die erste Mannschaft und in der Liga absolvierte er mit 17 Jahren am 20. Februar 2011 bei der 1:4-Niederlage gegen KAA Gent. Beim 1:1-Unentschieden im Champions-League-Qualifikationsspiel gegen den FC Zürich am 27. Juli 2011 debütierte er in einem internationalen UEFA-Profivereinswettbewerb; am 20. Oktober 2011 debütierte er beim torlosen Unentschieden gegen Worskla Poltawa im Hauptwettbewerb der UEFA Europa League.

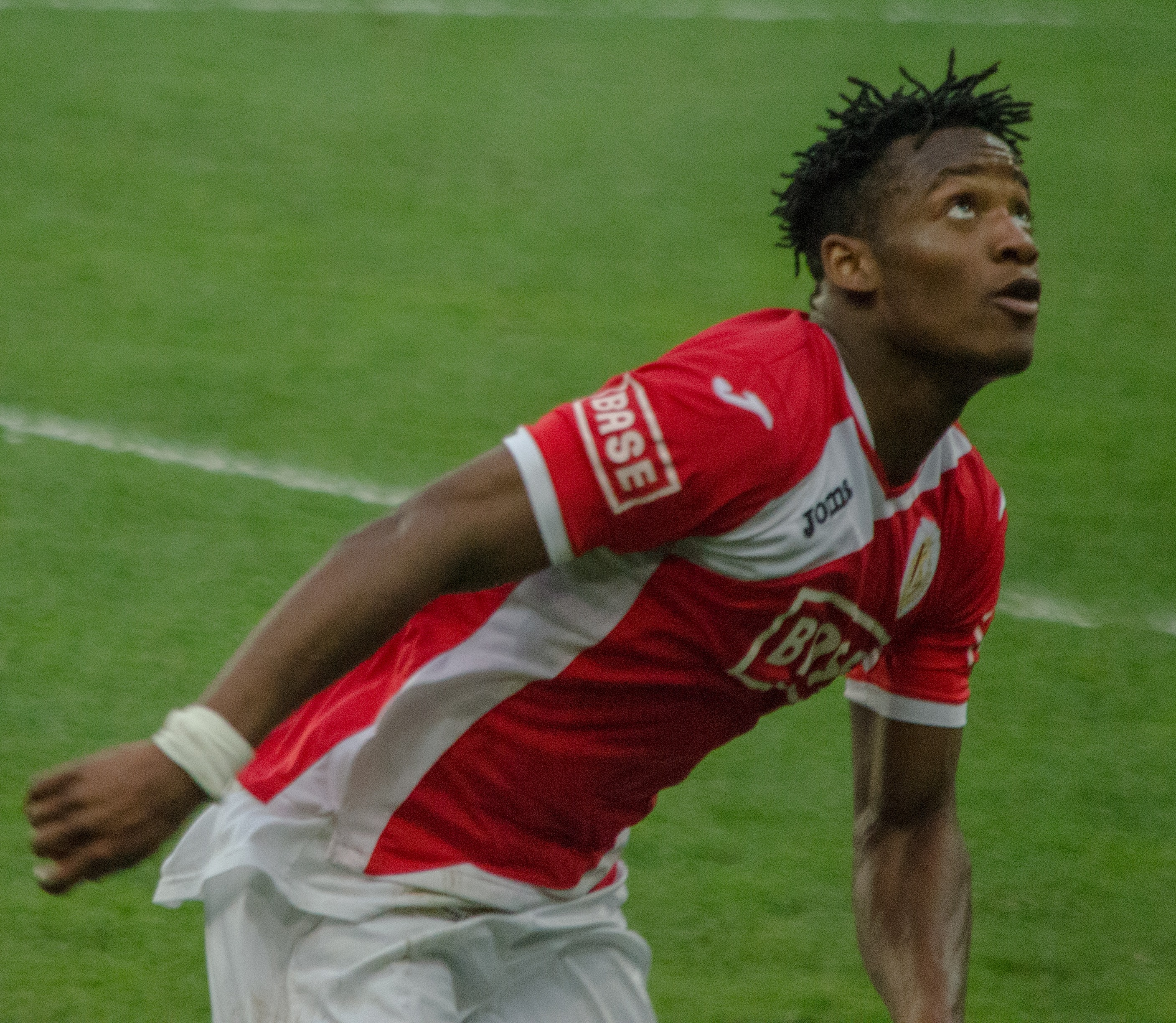
Batshuayi im Einsatz für Standard Lüttich (2014)

Sein erstes Profi-Tor für Standard Lüttich erzielte Batshuayi mit 18 Jahren beim 1:0-Sieg im letzten Gruppenphasen-Spiel der UEFA Europa League 2011/12 gegen den FC Kopenhagen am 15. Dezember 2011 in der 31. Spielminute. Durch dieses Siegtor führte Batshuayi seine Mannschaft endgültig zum Gruppensieg vor Hannover 96 und qualifizierten sich für die K.-o.-Phase der UEFA Europa League. Später erreichte er mit seiner Mannschaft das Achtelfinale und schieden dort gegen Hannover 96 aus. Sein erstes Profi-Ligator erzielte er beim 6:1-Sieg gegen Beerschot AC am 14. Januar 2012 mit dem Treffer zum Endstand in der 79. Spielminute. In seiner letzten Saison 2013/14 für die Lütticher wurde Batshuayi in der Vorrunde der belgischen Erstliga-Saison Torschützenkönig und führte seine Mannschaft mit seinen erzielten Toren als Erstplatzierter der Vorrunde in die belgische Meisterschaftsendrunde. Dort beendeten sie die Meisterschaftsendrunde als Vizemeister.

### Olympique Marseille
In der europäischen Sommer-Transferperiode 2014 wechselte Batshuayi zum französischen Erstligisten Olympique Marseille. Im August 2014 gab er beim 3:3 im Spiel gegen den SC Bastia sein Debüt für seinen neuen Verein und in der Ligue 1. Im Ligapokal-Spiel gegen Stade Rennes erzielte er mit dem Treffer zum 1:0 in der 19. Spielminute bei der 1:2-Niederlage sein erstes Tor für Olympique Marseille. Sein erstes Tor in der Liga erzielte er am 23. November 2014 beim 3:1-Sieg über Girondins Bordeaux zum Endstand in der 90. Spielminute.
In der Saison 2014/15 wurde er mit Olympique Meisterschaftsvierter und war damit für die Gruppenphase der Europa League 2015/16 qualifiziert, in der in fünf Einsätzen drei Tore erzielte. Als Gruppenzweiter erreichte Olympique das Sechzehntelfinale gegen Athletic Bilbao. Nach einer 0:1-Heimniederlage brachte er Olympique im Rückspiel mit 1:0 in Führung und erlitten in der 81. Spielminute den Ausgleich, wodurch Olympique ausschied. In der Saison 2015/16 gehörte er mit 17 Toren zu den drei viertbesten Torschützen der Liga, womit er mehr als einem Drittel der Tore seiner Mannschaft verantwortlich war; Olympique belegte am Saisonende den 13. Platz von 20. Im französischen Pokal erzielte Batshuayi den 1:0-Viertelfinalsieg und zogen damit ins Halbfinale ein. Später erreichte Batshuayi mit Olympique das Pokalfinale gegen den Meister und Pokaltitelverteidiger Paris Saint-Germain und verlor dieses mit 2:4, wobei er in der 87. Spielminute das Tor zum Endstand erzielte.

### FC Chelsea und Leihstationen

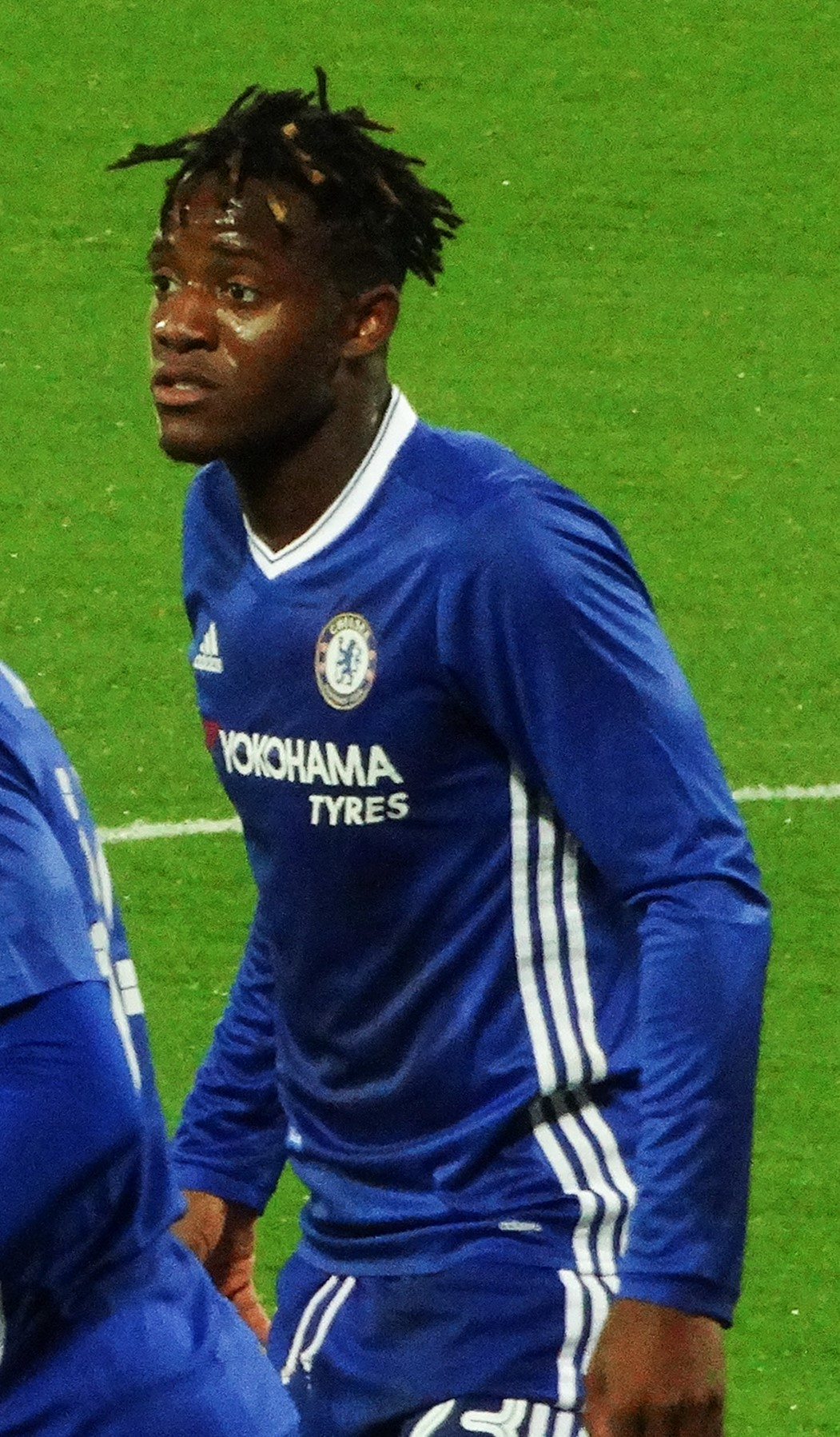
Batshuayi im Chelsea-Trikot (2016)

Im Juli 2016 unterschrieb Batshuayi einen Fünfjahresvertrag beim FC Chelsea. In seiner ersten Saison 2016/17 wurde er englischer Meister. Beim vorentscheidenden 1:0-Sieg gegen West Bromwich Albion am 12. Mai 2017 erzielte Batshuayi das Tor. In der europäischen Winter-Transferperiode 2017/18 wurde Batshuayi im Januar 2018 bis zum Saisonende an Borussia Dortmund ausgeliehen. In seinem ersten Spiel für den BVB beim 3:2-Sieg gegen den 1. FC Köln am 2. Februar 2018 erzielte er zwei Tore. Nebenbei trug er mit seinen Toren auch im Europapokal zum Achtelfinal-Einzug in der UEFA Europa League 2017/18 bei und später schied er mit seiner Mannschaft gegen den FC Red Bull Salzburg aus. Insgesamt erzielte er für den BVB in Pflichtspielen neun Tore in 14 Einsätzen. Damit trug er gemäß Sky Sport zur Direktqualifikation der Dortmunder für die UEFA Champions League 2018/19 entscheidend bei.
Zur Vorbereitung auf die Saison 2018/19 kehrte Batshuayi zunächst zum FC Chelsea zurück. Am 10. August 2018 wurde er erneut verliehen, dieses Mal an den FC Valencia. Nach 15 Ligaspieleinsätzen und einem erzielten Tor für die Valencianer lieh der FC Chelsea ihn weiter zum 1. Februar 2019 an Crystal Palace aus. Dort kam er bis zum Saisonende auf elf Premier-League-Einsätze, davon neunmal von Beginn an und in denen er fünf Tore erzielte. Zur Saison 2019/20 kehrte Batshuayi zum FC Chelsea zurück, der aufgrund einer Transfersperre keine neuen Spieler verpflichten durfte. Unter dem Cheftrainer Frank Lampard war er jedoch im Sturmzentrum hinter Tammy Abraham und Olivier Giroud, die jeweils 34 bzw. 18 Ligaspiele und 15 bzw. 8 Tore vorzuweisen hatten, nur dritte Wahl. Batshuayi kam auf 16 Premier-League-Einsätze und in denen er ein Tor erzielte. Zudem spielte er einmal für die U23-Mannschaft und erzielte dabei zwei Tore.
Nachdem der FC Chelsea im Sommer 2020 mit dem deutschen Nationalspieler Timo Werner einen weiteren Stürmer verpflichtet hatte, verlängerte Batshuayi kurz vor dem Beginn der Saison 2020/21 seinen Vertrag vorzeitig um eine weitere Saison bis 2022 und kehrte bis zum Saisonende 2020/21 auf Leihbasis zu Crystal Palace zurück. In seiner letzten Saison für Crystal Palace kam er auf 20 Pflichtspieleinsätze aus Liga- und sonstigen Pokalspielen, wobei er zwei Tore erzielte.

### Istanbul-Wechsel und temporäre England-Rückkehr
Nach Beginn der Saison 2021/22 wechselte er im August 2022 leihweise für ein Jahr zu Beşiktaş Istanbul, nachdem sein Vertrag bei Chelsea vorzeitig bis 2023 verlängert wurde. Er sorgte mit seinen erzielten Toren zu vereinzelten Gewinn von Ligapunkten und wurde mit Beşiktaş am Saisonende Meisterschaftssechster, damit verpasste man die Europapokal-Qualifikationsstartplätze. Mit seinen erzielten 14 Ligatoren war Batshuayi mannschaftsintern der Torschützenkönig und gehörte zu den Top-10-Torschützen der Süper-Lig-Saison an. Danach kehrte er vorerst zum FC Chelsea zurück und der dortige Chelsea-Cheftrainer Thomas Tuchel hatte kein Bedarf an ihm. Anfang September 2022 stand Batshuayi kurz vor Transfer-Schluss der englischen Premier League vor einem Wechsel zum englischen Erstliga-Aufsteiger Nottingham Forest. Der Transfer zu Nottingham zerschlug sich aufgrund der verspäteten eingereichten bürokratischen Transfer-Modalitäten seitens des FC Chelseas.
Nach dem gescheiterten Transfer innerhalb Englands nutzte der türkische Erstligist und Europapokalteilnehmer Fenerbahçe Istanbul diesen Umstand aus und verpflichteten Batshuayi kurz nach Anfang September 2022 fest für zwei Jahre, weil die Sommer-Transferschlussfrist 2022 der Süper Lig bis zum 8. September andauert. Nach seiner Verpflichtung am 2. September gab er sechs Tage später sein Fenerbahçe-Pflichtspieldebüt als Joker in der UEFA Europa League 2022/23 gegen Dynamo Kiew, indem er seiner Mannschaft in der Nachspielzeit nach regulären 90. Spielminuten das 2:1-Siegtor erzielte. Im weiteren Verlauf der Europa-League-Gruppenphase trug er mit seinen Toren zu weiteren Siegen bei und trug damit entscheidend zum Gruppensieg seiner Mannschaft mit, später schied Batshuayi mit Fenerbahçe im Achtelfinale mit einer Hinspiel-Niederlage und einem Rückspiel-Sieg aus. Mit seiner torreichen Saison-Leistung trug er in Süper Lig und im türkischen Pokalwettbewerb zu vereinzelten Ligaspielsiegen beziehungsweise zum Pokalfinaleinzug und -sieg entscheidend bei, damit trug Batshuayi zur zwei Mannschaftstiteln: den Süper-Lig-Vizemeistertitel und den Pokalsiegertitel. Batshuayi wechselte zur Saison 2024/25 ablösefrei zu Galatasaray Istanbul.

### Eintracht Frankfurt
Im Februar 2025 verpflichtete ihn der Bundesligist Eintracht Frankfurt und stattete Batshuayi mit einem bis zum 30. Juni 2027 laufenden Vertrag aus.

## Nationalmannschaftskarriere
Seine Eltern stammen aus der DR Kongo und hätte für deren Nationalmannschaft spielen können. Der A-Nationaltrainer Florent Ibengé der DR Kongos nominierte ihn für den Afrikanischen Nationen-Pokal 2015 in Äquatorialguinea. Der gebürtige Belgier Batshuayi entschied sich 2015 für die belgische A-Nationalmannschaft aufzulaufen, obwohl ihm nach eigenen Angaben seine kongolesische Abstammung wichtig sei.
Nach 13 Partien für die belgische U-21-Nationalmannschaft im Zeitraum von 2012 bis 2014 absolvierte Batshuayi am 28. März 2015 im EM-Qualifikationsspiel gegen Zypern sein A-Länderspieldebüt für die belgische A-Nationalmannschaft, als er in der 77. Spielminute für Christian Benteke eingewechselt wurde. In der 80. Spielminute erzielte er mit seinem Tor zum 5:0-Endstand und somit sein erstes A-Länderspieltor für die Nationalmannschaft. Danach musste er aber mehr als sieben Monate auf seinen nächsten Auftritt im Nationaldress warten, erzielte aber beim 3:1-Sieg im Freundschaftsspiel gegen Italien in 19 Spielminuten nach seiner Einwechslung das letzte Tor. Nach zwei weiteren Einwechslungen bei Freundschaftsspielen ohne Torerfolg, stand er am 1. Juni 2016 gegen Finnland erstmals in der Startelf, blieb aber erneut ohne Tor und wurde nach 57 Spielminuten ausgewechselt.

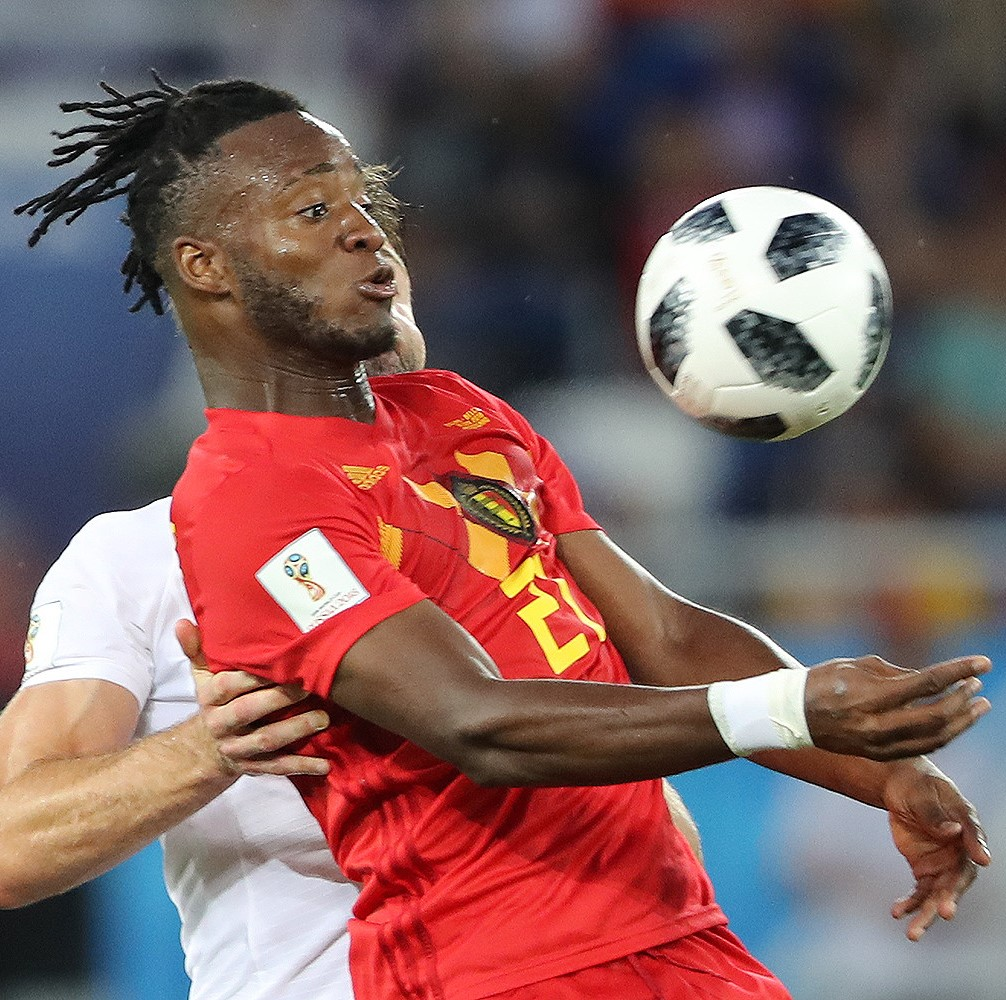
Batshuayi im Turniereinsatz der FIFA-Weltmeisterschaft 2018.

Für die Europameisterschaft 2016 in Frankreich wurde er in das belgische Aufgebot aufgenommen. Er wurde erstmals im Achtelfinale beim 4:0-Sieg gegen Ungarn in der 76. Spielminute eingewechselt und erzielte in der 78. Spielminute das Tor zum 2:0. Im mit 1:3 verlorenen Viertelfinale gegen Wales wurde er in der 83. Spielminute beim Stand von 1:2 eingewechselt. Kurz danach fiel die endgültige Entscheidung, und er schied mit seiner Mannschaft aus. Batshuayi nahm mit der Nationalmannschaft an der Weltmeisterschaft 2018 teil. Bei seinem ersten Einsatz im zweiten Gruppenspiel gegen Tunesien erzielte er zum 5:1-Zwischenstand, damit sein erstes Weltmeisterschafts-Tor und das Spiel endete mit 5:2. Später kam Batshuayi zu zwei weiteren Turnspieleinsätzen und wurde mit Belgien zum Turnierende Weltmeisterschafts-Dritter.
In der erfolgreichen Qualifikation zur Fußball-Europameisterschaft 2021 gehörte er nach erzielten Toren zu den offensiven Leistungsträgern seiner Nationalmannschaft an. Danach gehörte er größtenteils zum Kader in der UEFA Nations League 2020/21 an und kam sporadisch in der Gruppenphase zu einem Einsatz, wobei er zwei Tore erzielte. Später stieg er mit Belgien als Gruppensieger in die Finalrunde der UEFA Nations League auf und wurden Turniervierter. Im Mai 2021 wurde er in den belgischen Kader für die Fußball-Europameisterschaft 2021 berufen und kam zu einem Turnierspieleinsatz.
Zwischen Juni und September 2022 nahm Batshuayi an allen Gruppenspielen der UEFA Nations League 2022/23 teil. Er trug mit seinen erzielten Toren und Torvorlagen als viert-erfolgreichster Scorer mit sechs Scorerpunkten der UEFA-Nations-League-Saison offensiv zum Klassenerhalt der Belgier in der höchsten Liga A bei. Im weiteren Verlauf des Jahres wurde er im November erneut in den belgischen Turnier-Kader berufen und trug mit seinem erzielten Tor für den einzigen Turnierspielsieg Belgiens in der Fußball-Weltmeisterschaft 2022 in Katar bei. Batshuayi schied mit den Belgiern als Gruppendritter bereits in der Gruppenphase in einer Gruppe hinter den späteren Turniervierten Marokko und Turnierdritten Kroatien aus.

## Erfolge
- Vereine
  - Standard Lüttich
    - Belgischer Vizemeister: 2010/11, 2013/14
    - Belgischer Pokalsieger: 2010/11 (ohne Einsatz)[8]

  - Olympique Marseille
    - Französischer Pokalfinalist: 2015/16[7]

  - FC Chelsea
    - Englischer Meister: 2016/17
    - FA Cup: Finalist 2016/17, Sieger 2017/18 1, Finalist 2019/20[8]

  - FC Valencia
    - Spanischer Pokalsieger: 2018/19 2

  - Beşiktaş Istanbul
    - Türkischer Supercup-Sieger: 2021

  - Fenerbahçe Istanbul
    - Türkischer Vizemeister: 2022/23
    - Türkischer Pokalsieger: 2022/23[31]

- Nationalmannschaft
  - FIFA-Weltmeisterschaft: Bronzemedaille 2018[49]

## Auszeichnungen, Bestleistungen etc.
- Belgische Division 1A
  - Torschützenkönig der Vorrunde: 2013/14
  - Ebbenhouten Schoen: 2014
- Ligue 1
  - Spieler des Monats: Oktober 2015
- Deutsche Bundesliga (Kicker)
  - Elf des Tages: 21. Spieltag der Saison 2017/18
  - Spieler des Tages: 21. Spieltag der Saison 2017/18[51]
- Süper Lig
  - Tor des Spieltages (beIN Sports): 4. Spieltag der Saison 2021/22, 17. Spieltag der Saison 2023/24[52]
  - Erfolgreichster Jokerspieler: 2023/24 (7 Tore bei 23 Einwechslungen)[53]
- Türkischer Pokalwettbewerb
  - Torschützenkönig: 2022/23, 2023/24
  - Schnellstes Pokalfinaltor: 2022/23 (nach 46 Sekunden)[54]